# Veladero (Chiriquí)
Veladero es un corregimiento del distrito de Tolé en la provincia de Chiriquí, República de Panamá. La localidad tiene 1.727 habitantes (2010).